# لیگ دموکراتیک-جنبش برای حزب کار
لیگ دموکراتیک-جنبش برای حزب کار (Ligue Démocratique-Mouvement pour le Parti du Travail) حزبی سیاسی سوسیالیست در سنگال است.
حزب در سال ۱۹۷۵ ایجاد شد.
دبیرکل حزب عبدالله بثلی است. شاخه جوانان حزب جنبش جوانان دموکراتیک است.
حزب در انتخابات مجلس ۲۰۰۱ شرکت کرد.